# Талант Дуйшебаєв
Талант Дуйшебаєв (рос. Талант Мушанбетович Дуйшебаев, 2 червня 1968) — видатний радянський, російський та іспанський гандболіст. Олімпійський чемпіон (1992), чемпіон світу (1993). Заслужений майстер спорту СРСР (1992 рік).

## Клубна кар’єра
ЦСКА (Москва): 1976-1992 рр.
Тека Кантабрія (Сантандер): 1992-1997 рр.
Люббекке: 1997-1998 рр.
GWD Мінден: 1998-2001 рр.
BM Сьюдад-Реаль: 2001-2007 рр.

## Досягнення

### Клубні
Переможець Ліги Чемпіонів: 1994 рік
Фіналіст Ліги Чемпіонів: 2005 рік
Чемпіон Іспанії: 1993, 1994, 2004, 2007 роки
Володар Кубка Іспанії: 1993, 1994, 1997, 2004, 2005, 2007 роки
Володар Суперкубка Іспанії: 2005 рік

### Збірні

#### Об'єднана команда
Олімпійський чемпіон (1992)

#### Збірна Росії
Чемпіон світу (1993)

#### Збірна Іспанії
Бронзовий призер Олімпійських ігор (1996, 2000)
Срібний призер чемпіонату Європи (1996, 1998)
Бронзовий призер чемпіонату Європи (2000)